# Eugène Turpin
François Eugène Turpin (n. 1848 - d. 24 ianuarie 1927) fost un chimist francez care s-a ocupat cu cercetarea materialelor explozive. A trăit în Colombes, la nord-vest de Paris. El a descoperit melinita în 1886/7. Din 1888, Marea Britanie a început fabricare unui amestec foarte asemănătoare în Lydd, Kent, sub numele de lyddite. Japonia a urmat cu o formulă îmbunătățită cunoscută sub numele de schimose.
În 1897, Turpin l-a dat în judecată pe scriitorul Jules Verne care a creat pe baza sa personajul Thomas Roch din romanul În fața steagului, personaj care folosește explozivul numit melinită. Verne, apărat de către Raymond Poincaré, a fost găsit nevinovat. Cu toate acestea, în scrisoarea adresată fratelui său Paul Verne el confirmă că personajul Thomas Roch a fost într-adevăr inspirat de Turpin.